# Бартоломеберг
Бартоломеберг (нім. Bartholomäberg) — містечко й громада округу Блуденц в землі Форарльберг, Австрія. Бартоломеберг лежить на висоті 1087 м над рівнем моря і займає площу 27,28 км². Громада налічує 2281 мешканців. Густота населення 84/км².  
Округ Блуденц лежить на півдні Фаральбергу і межує зі Швейцарією. Місцеве  населення, як і мешканці всього Форальбергу, розмовляє алеманським діалектом німецької мови, а тому ближче до швейцарців, ніж до населення більшої частини Австрії, яке розмовляє баварсько-австрійським діалектом. Кожне містечко й сільце області має розвинуту інфраструктуру для прийому туристів і дбає про свої музеї та інші визначні місця.     
|                                        |
| Бартоломеберг на мапі округу та землі. |

Адреса управління громади: Luttweg 1, 6781 Bartholomäberg. 
У Бартоломегу є два дитячі садки, дві початкові школи, профтехучилище.

## Демографія
Історична динаміка населення міста за даними сайту Statistik Austria

## Відомі особи
- Аніта Вахтер — гірськолижниця